# داعی الی الحق
محمد بن زید بن محمد بن اسماعیل بن حسن بن زید بن حسن (ع) مشهور به داعی الی الحق و داعی صغیر (متوفی ۲۸۷ هجری) برادر و جانشین حسن بن زید علوی (داعی کبیر؛ مؤسس حکومت زیدی علویان در رویان و طبرستان) بود. وی دانشمندی فقیه، ادیب، عارف و شاعر بود و در سال ۲۷۰ هجری جانشین حسن شد. او پیش از آن، برادر را در استمرار نهضتش یاری داده بود و مقام علمی و معنوی و سابقه او در نهضت، سبب شد که داعی کبیر، در اواخر عمرش از مردم و خواص برای او بیعت بگیرد. محمد بن زید، به هنگام مرگ برادر در گرگان بود. چون خبر درگذشت حسن را شنید، به سوی ساری حرکت کرد؛ اما سید ابوالحسین احمد بن محمد بن ابراهیم، داماد داعی کبیر، از فرصت استفاده کرد و از مردم آمل برای خود بیعت گرفت و جمعی از بزرگان دیلم را با بذل و بخشش، با خود همراه کرد و اموال و خزائن داعی را تصرف کرد و به چالوس رفت و مدت ده ماه حکومت کرد.
در خصوص تولد و جوانی او اطلاعی در دسترس نیست. به نظر می‌رسد خانواده او پیش از آمدن به تبرستان در عراق می‌زیسته‌اند. به نظر می‌رسد محمد در مسیرش به سوی تبرستان سه سال پس از این که برادرش خود را در آنجا تثبیت کرده بود در ۲۵۳ وارد شلنبه در نزدیکی دنباوند (دماوند) وارد شده باشد. ارجاع ابن اسفندیار به حسین بن زید احتمالاً اشتباه‌است چرا که هیچ جای دیگری به چنین برادری برای حسن و محمد وجود ندارد. اولین اشاره مشخص به محمد در رابطه با اشغال تبرستان توسط یعقوب لیث صفار در ۲۶۰ بوده‌است که به عنوان زندانی او وصف شده‌است. او ممکن است توسط یعقوب در گرگان که بعدها آن را برای برادرش اداره می‌کرد در ۲۶۳ دستگیر شده باشد. یعقوب آزادش کرد. او برای دیدار مادرش به تبرستان رفت.